# Sedum obtusatum
Sedum obtusatum är en fetbladsväxtart som beskrevs av Samuel Frederick Gray. Sedum obtusatum ingår i Fetknoppssläktet som ingår i familjen fetbladsväxter.

## Underarter
Arten delas in i följande underarter:
- S. o. boreale
- S. o. obtusatum
- S. o. paradisum
- S. o. retusum

## Bildgalleri

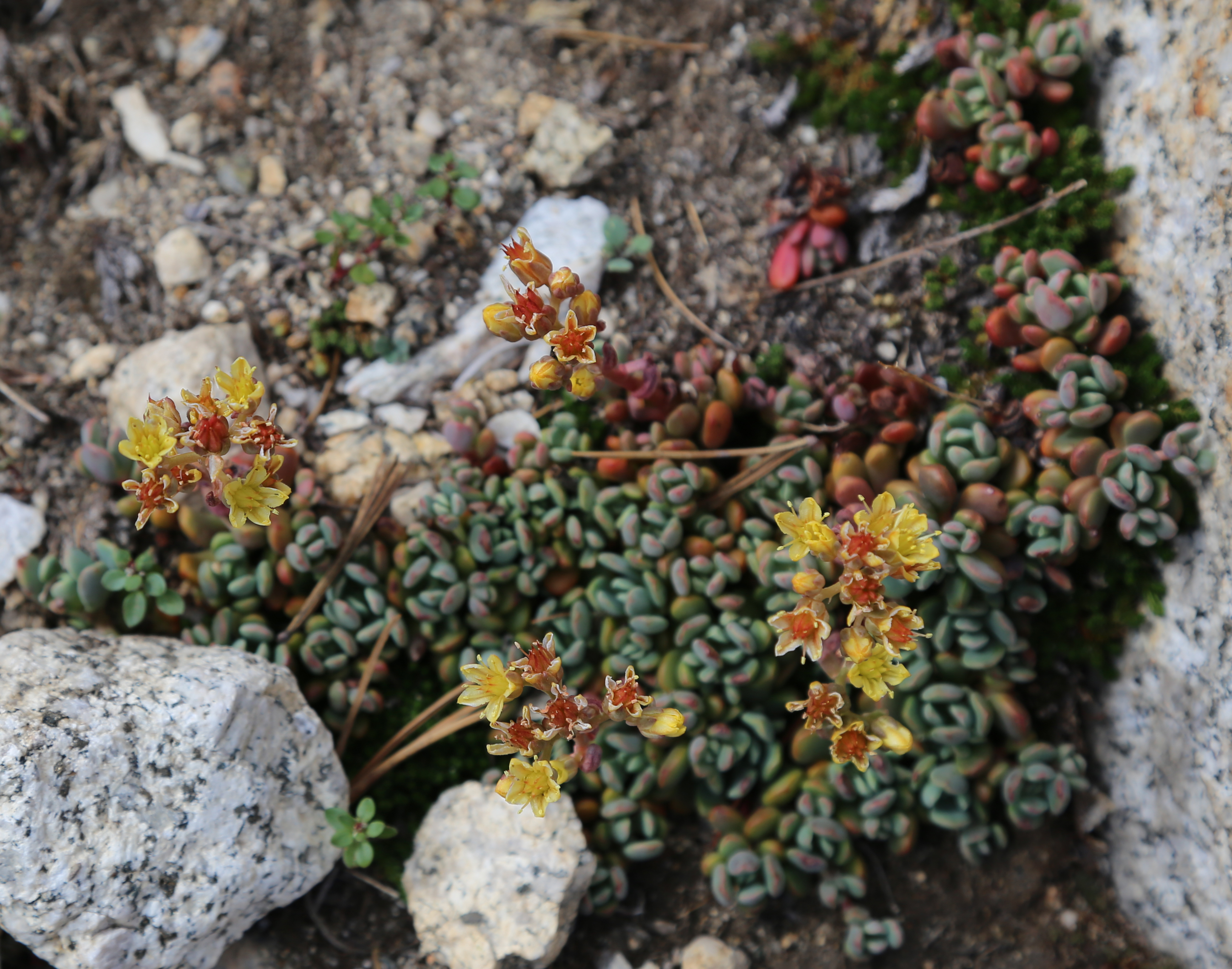
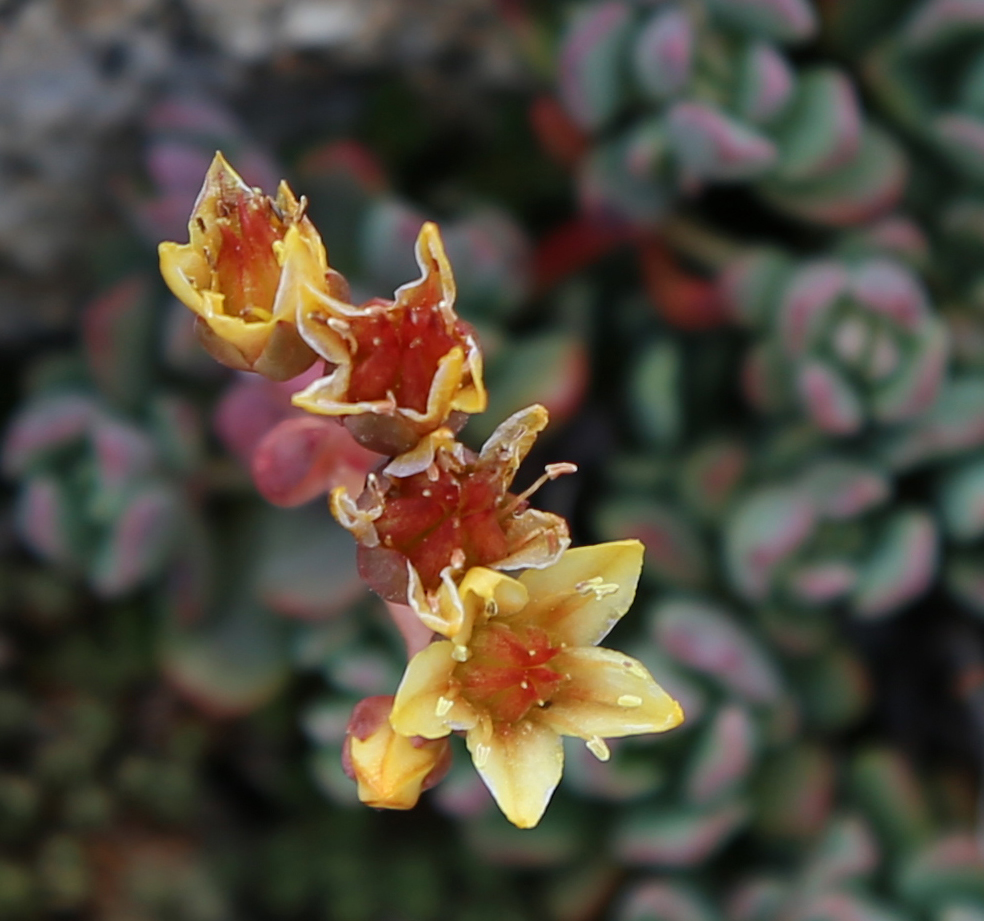
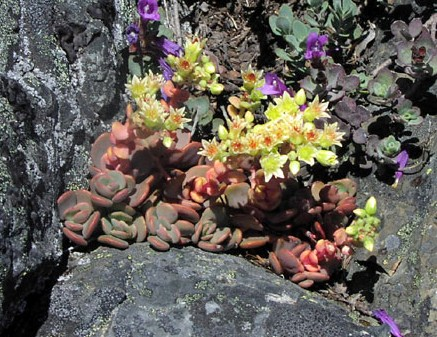
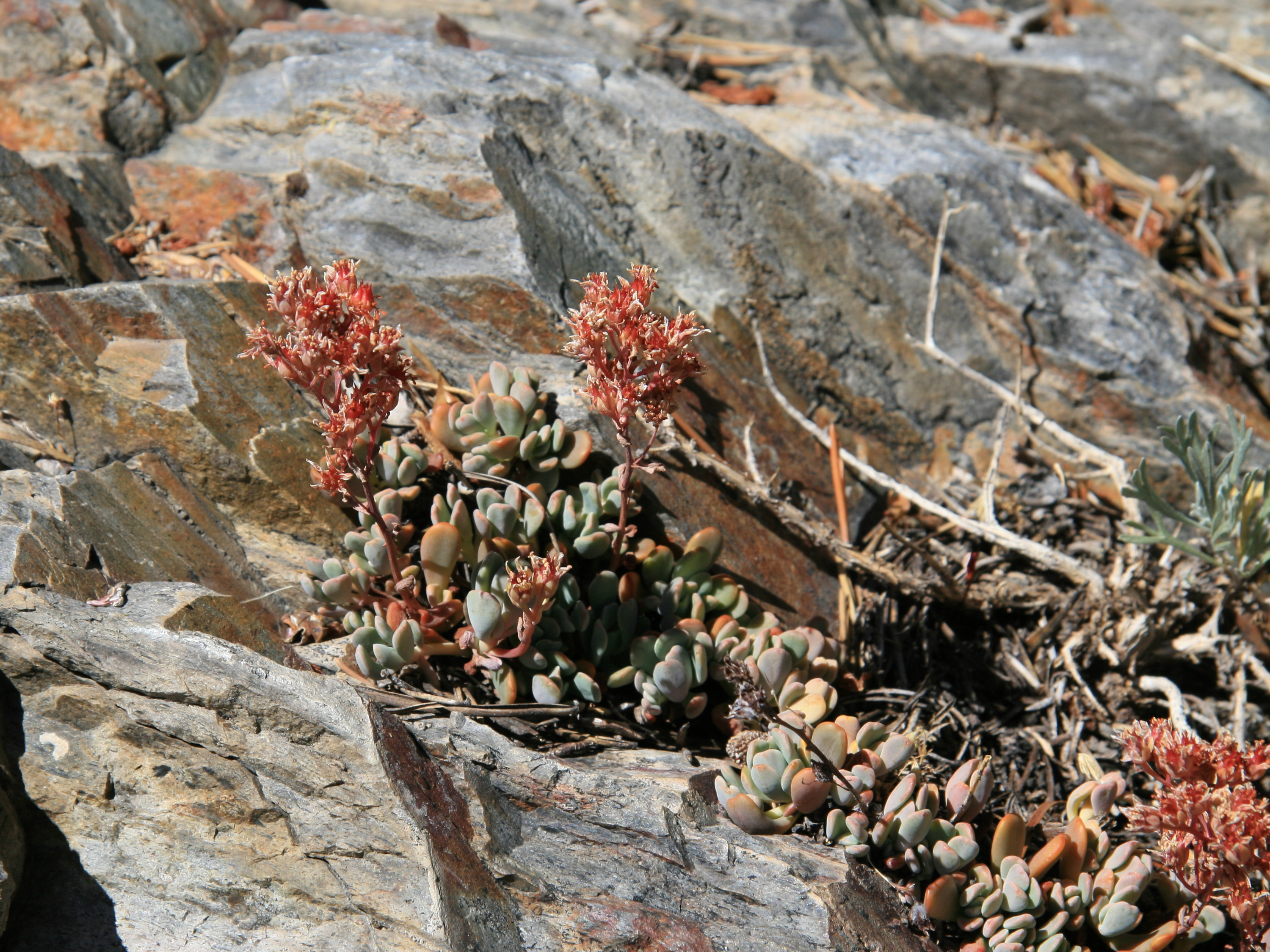